# 영남 지방
영남 지방(嶺南地方, 문화어: 령남 지방)은 소백산맥의 동남부에 위치한 지방이다. 부산광역시, 울산광역시, 경상남도, 대구광역시, 경상북도에 해당한다.

## 지리
지형적으로는 태백산맥과 소백산맥에 둘러싸인 내륙 지방과 해안의 영향을 받는 동해안 지역, 낙동강에 가까운 중앙 저지대 지역으로 크게 구분된다. 영남 내륙 지방은 위도에 비해 한서의 차가 심하고 강수량이 적은 특징을 지닌다. 동해안 지역은 동한난류의 영향으로 대체로 온화하고 한서의 차이가 적으며 지형성 강우가 빈번히 나타난다. 저지대 지역은 낙동강 중상류를 중심으로 이어진 소규모의 평야와 안개가 유명하며, 낙동강 하류에 위치한 특유의 범람원과 김해평야는 국제적으로도 잘 알려져 있다. 동해안은 해안선이 단조로운 편이고, 남해안은 침강성 리아스식 해안으로 다도해를 이루어 작고 큰 만과 섬들이 발달해 있다. 
호서 지방, 호남 지방과 함께 한국 남부를 이루고 있다.

### 지형과 지질
태백산맥과 소백산맥이라는 자연적 장애물로 인해 인접한 관동, 호서, 호남 지방과 지리적으로 단절되어 있다. 따라서 한반도의 다른 지역과 달리 억양이 크게 다르다. 태백산맥은 경북 지역의 동부를 가로질러 뻗어있는데 이 때문에 소백산맥 서쪽과 동쪽의 도시들의 문화나 방언이 달라지는 결정적인 계기가 되었다. 경상도 지역은 지질학적으로 경상 분지 또는 영남 지괴/영남 육괴에 속하는데, 울진군, 봉화군에서 영주시, 상주시를 지나 지리산 지역으로 이어지는 선캄브리아기 영남 지괴는 평해층군, 원남층군, 율리층군, 분천화강편마암, 홍제사 화강암 등 고원생대 변성퇴적암과 화성암으로 구성되며, 경상북도와 경상남도의 대부분을 차지하는 경상 분지는 중생대 백악기의 퇴적암 경상 누층군으로 구성된다.
낙동강이 영남의 북쪽 끝에서 발원하여 안동, 문경, 상주, 대구, 밀양을 거쳐 부산으로 흘러드는데 낙동강의 길이는 대한민국 2위이며 유역 면적도 3위권에 드는 큰 강이다.
- 산: 지리산, 소백산, 월악산, 속리산, 가야산, 팔공산, 주왕산, 가지산
- 하천: 낙동강, 금호강, 남강, 형산강, 태화강, 반변천
- 산맥: 태백산맥, 소백산맥

### 기후
- 경북 북부(안동, 영주, 울진, 문경, 봉화)

여름에 비가 전국 평균에 비해 적게 내린다. 겨울에는 기온이 영하 10도 내외로 떨어지는 경우가 많으며, 소설 지역이다. 평균 기온은 영남 평균에 비해 낮다. 그 때문에 이 지역에서는 사과 농사가 성하다.
- 대구 · 경북 남부(대구, 포항, 구미)

여름에 비가 전국 평균에 비해 적게 내린다. 소우·소설 지역이다. 평균 기온은 높은 편이다. 특히 대구는 분지의 특성상 연교차가 매우 크다.
- 부산 · 경남 동부(부산, 울산, 창원)

여름에 비가 많이 내린다. 태풍의 이동로에 포함되는 경우가 잦아서 태풍이나 홍수 피해도 잦다. 연평균 기온은 매우 높으며, 특히 겨울이 온화하여 1월 평균기온이 0℃ 이상이다. 해안 지역이라는 특성 상 눈은 거의 내리지 않는다.
- 경남 서부(진주, 거창, 사천)

경남 동부지역 보다는 여름에 비가 적게 내린다. 지리산을 끼고 있는 지리적 특성이 반영된 탓인데, 겨울에는 반대로 대설이 내리는 경우가 많다.

## 역사
영남을 관통하는 낙동강 부근에서 구석기 시대와 신석기 시대 유물이 다량 출토되고, 동해안에는 청동기 시대 고인돌 유적지가 풍부하며 고대 무역항이 번성할 정도로 영남은 유서가 깊은 지역이다. 고대 서울이었던 경주를 중심으로 다양한 불교 유적과 유물이 남아있으며, 신라와 고려시대에 축조된 산성과 조선시대의 문화유산이 많이 남아있다. 경상북도는 신라시대의 화랑도가 탄생한 곳이자, 고려시대 거란 침입 당시 초조대장경을 보관하던 호국 정신의 중심지였으며, 몽고 침입 당시에는 팔공산을 중심으로 군사적 요충지의 역할을 맡았다. 조선시대에는 선비 문화가 발달한 곳이자 유학의 본고장으로서 43개의 향교를 비롯하여 수많은 유림(儒林)을 양성하였고, 퇴계 이황, 남명 조식, 여헌 장현광, 서애 류성룡, 학봉 김성일 등의 뛰어난 학자들을 배출하며 영남학파를 형성하였다. 
대한민국 건국 이후 1970년대 박정희 정부는 구미국가산업단지를 조성하고 대구를 중심으로 영남내륙공업지역(嶺南內陸工業地域)을 형성하여 영남은 대한민국 경제의 핵심 지역으로 부상하였다. 이후 부산과 창원, 울산, 포항을 중심으로 하는 남동임해공업지역(南東臨海工業地域)이 형성되고, 거제도에는 조선업이, 진주와 경주지역 일대에는 관광산업이 발달하였으며, 김해·의령등은 농업이, 사천시는 항공산업이 발달하였다.

### 신라
경상도는 고대 진한과 변한의 영역이었다. 낙동강의 동쪽 지역에는 진한의 12개 소국이 존재했고, 낙동강 서쪽에 변한의 12개 소국이 자리하였다. 진한의 소국 가운데 현재 경주를 중심으로 한 신라가 성장하면서 점차 진한 소국들을 합병하였으며 4세기 내물마립간 시기에 낙동강 서쪽 및 경상북도 지역으로 확장하였다. 변한의 소국들은 점차 통합되어 2~3세기 무렵 가야의 6개 소국 연합체를 구성하였다. 가야 연맹은 5세기 이후 점차 쇠퇴하여 백제, 신라의 침탈을 받았으며 532년 금관가야의 멸망을 시작으로 562년에 모두 신라에 정복되었다.
6세기 진흥왕 때 경상도를 완전히 통합한 신라는 완산주(完山州), 사벌주(沙伐州) 등의 행정구역을 설치하여 다스렸다. 685년 경, 신문왕이 9주를 정비하면서 경상도 지역에는 사벌주(沙伐州), 삽량주(歃良州), 청주(菁州)의 3개 주가 설치되었다. 757년에는 지명을 한식(漢式)으로 고치면서 사벌주를 상주(尙州), 삽량주를 양주(良州), 청주를 강주(康州)로 개칭하였다. 10세기 초에 후삼국시대가 전개되면서 신라는 경주 인근의 일부 지역만 유지하였고 경상도 북부는 후고구려, 서부는 후백제가 각기 침략하였다. 935년에 신라 경순왕이 고려에 귀순하면서 경상도 일대는 고려의 영토가 되었다.

### 고려
고려 태조는 고려와 신라를 통합하여 전라도의 후백제를 멸망시켰고, 신라의 공적을 기리기 위해 서라벌을 경주(慶州)로 개칭하고 동남도부서사(東南都部署使)를 두었다. 고려 시대에 처음으로 경상도라는 명칭과 행정 구역이 설정된 이래 고려 말까지 이름이 여러 번 바뀌며 존속되었다. 고려시대에 경상도는 군사적 요충지로서 호국 정신의 중심이었다.

### 조선
조선 개국 이후 경상도는 소속 고을의 통폐합이나 부활이 이루어졌을 뿐 그 영역은 유지되었다. 관찰사가 업무를 보는 감영은 상주, 경주, 안동, 대구 등으로 이전되다가 1601년 최종적으로 대구에 설치되면서 대구는 경상도 지역의 행정 중심지가 되었다. 1895년 지방제도 개편으로 23부제가 도입되면서 기존 경상도 지역에 진주부, 동래부, 대구부, 안동부가 설치되었다. 그러나 부제의 비효율성이 지적됨에 따라 1896년 13도제가 시작되어 경상도를 행정적으로 분리하여 경상남도와 경상북도가 탄생하였다. 특히 경상도는 학문이 발달하여 조선시대를 이끄는 지방이었다.

### 대한민국
1970년 경부고속도로 개통되었고, 2004년 경부고속철도가 개통되었다. 경부축을 따라 구미, 대구, 포항, 울산, 부산, 창원에 공업이 발달하여 수도권에 이은 한국 제2의 경제권을 형성하고 있다. 
2000년대 초반에 부산항은 세계 3위권의 컨테이너 항이 되었다. 2002년에는 부산광역시에서 아시아 경기대회가 개최되었고 2011년에는 대구광역시에서 세계육상선수권대회가 개최되었다. 1996년부터 부산광역시에서 부산국제영화제가 매년 열린다.
- 1914년 : 대구부를 대구부와 달성군으로, 부산부를 부산부와 동래군으로, 마산부를 마산부와 창원군으로 분리하였다. 경상남도 울도군을 경상북도로 이관하였다.
- 1915년 : 울도군을 울릉도로 개칭하였다.
- 1925년 : 경상남도청을 진주군에서 부산부로 이전하였다.
- 1939년 : 진주군 진주읍을 진주부로 승격하고, 진주군을 진양군으로 개칭하였다.
- 1949년 : 김천군 김천읍을 김천부로 승격하고, 김천군을 금릉군으로 개칭하였다. 영일군 포항읍을 포항부로 승격하였다. 대구부, 부산부, 마산부, 진주부, 김천부, 포항부, 울릉도를 대구시, 부산시, 마산시, 진주시, 김천시, 포항시, 울릉군으로 개칭하였다.
- 1953년 : 통영군 거제도 일원을 거제군으로 분리하였다.
- 1955년 : 경주군 경주읍을 경주시로 승격하고, 경주군을 월성군으로 개칭하였다. 창원군 진해읍을 진해시로, 통영군 통영읍을 충무시로 승격하였다.
- 1956년 : 사천군 삼천포읍을 삼천포시로 승격하였다.
- 1962년 : 울산군 울산읍, 방어진읍을 울산시로 승격하고, 울산군을 울주군으로 개칭하였다.
- 1963년 : 부산시를 부산직할시로 승격하고, 동래군 구포읍, 사상면, 북면, 기장면 일부를 편입하였다. 안동군 안동읍을 안동시로 승격하였다.
- 1973년 : 동래군을 폐지하고 양산군에 편입하였다. 창원군 창원면, 상남면, 웅남면을 마산시에 편입하고 창원출장소를 설치하였다.
- 1978년 : 선산군 구미읍, 칠곡군 인동면을 구미시로 승격하였다. 김해군 대저읍, 명지면을 부산직할시에 편입하였다.
- 1980년 : 영주군 영주읍을 영주시로 승격하고, 영주군을 영풍군으로 개칭하였다. 마산시 창원출장소를 창원시로 승격하고, 창원군을 의창군으로 개칭하였다.
- 1981년 : 대구시를 대구직할시로 승격하고, 달성군 성서읍, 월배읍, 고산면, 칠곡군 칠곡읍, 경산군 안심읍, 고산면을 편입하였다. 영천군 영천읍을 영천시로, 김해군 김해읍을 김해시로 승격하였다.
- 1983년 : 경상남도청을 부산직할시에서 창원시로 이전하였다.
- 1986년 : 상주군 상주읍을 상주시로, 문경군 점촌읍을 점촌시로 승격하였다.
- 1989년 : 김해군 가락면, 녹산면, 의창군 천가면을 부산직할시에 편입하였다. 경산군 경산읍을 경산시로, 밀양군 밀양읍을 밀양시로, 거제군 장승포읍을 장승포시로 승격하였다.
- 1990년 : 월성군을 경주군으로, 의창군을 창원군으로, 울주군을 울산군으로 개칭하였다.
- 1995년 : 부산직할시를 양산군에서 분리한 기장군과 통합하여 부산광역시로, 대구직할시를 달성군과 통합하여 대구광역시로 개칭하였다. 김천시와 금릉군을 김천시로, 포항시와 영일군을 포항시로, 경주시와 경주군을 경주시로, 안동시와 안동군을 안동시로, 구미시와 선산군을 구미시로, 영주시와 영풍군을 영주시로, 영천시와 영천군을 영천시로, 상주시와 상주군을 상주시로, 문경군과 점촌시를 문경시로, 경산시와 경산군을 경산시로, 진주시와 진양군을 진주시로, 충무시와 통영군을 통영시로, 삼천포시와 사천군을 사천시로, 울산시와 울산군을 울산시로, 밀양시와 밀양군을 밀양시로, 김해시와 김해군을 김해시로, 장승포시와 거제군을 거제시로 통합하였다. 창원군을 폐지하고 마산시, 창원시에 분할 편입하였다.
- 1996년 : 양산군을 양산시로 승격하였다.
- 1997년 : 울산시를 울산광역시로 승격하고, 울주군을 설치하였다.
- 2010년 : 마산시, 창원시, 진해시를 창원시로 통합하였다.
- 2016년 : 경상북도청을 대구광역시에서 안동시로 이전하였다.

## 경제
대한민국에서 수도권 다음으로 경제가 가장 발달한 지역이다. 1공업이 번성한 지역으로 중공업(조선, 자동차, 기계, 철강, 화학), 경공업(의류, 식품)이 고루 발전한 지역이다. 부산과 창원, 울산, 포항을 중심으로 하는 남동임해공업지역(南東臨海工業地域) 대구와 구미를 중심으로 하는 영남내륙공업지역(嶺南內陸工業地域)이 경상도 일대에 펼쳐져 있다. 거제는 조선업, 진주, 경주지역 일대에는 관광산업이 발달하였으며, 김해, 의령등은 농업이 발달하였다. 사천시는 항공산업이 발달하였다.

## 문화
영남 지방은 한국 문화의 중심으로서 활발한 문화 활동이 있었다. 현재도 많은 무형 문화재와 유적이 있다. 유서깊은 역사 도시로 경주와 안동, 진주가 대표적이다. 경주는 신라의 고도(古都)이며, 불국사와 석굴암, 경주역사유적지구가 세계문화유산으로 지정되어 있다.
현대 문화에서도 중요한 지역이 경상도이다.
특히 대구광역시에는 현재 유명 예술인들이 많이 태어난 곳이다.

### 축제
- 안동국제탈춤페스티벌
- 부산국제영화제
- 대구국제오페라축제
- 울산고래축제
- 진주남강유등축제
- 진해군항제
  - 벚꽃축제

### 식문화
- 간고등어(안동)
- 과메기(포항,영덕)
- 대게(울진,포항,영덕)
- 돔배기(영천)
- 막창(대구)
- 따로국밥(대구)
- 황남빵(경주)
- 아구찜(창원)
- 진주비빔밥(진주)
- 진주냉면(진주)
- 충무김밥(통영)
- 언양봉계한우(울산)
- 밀면 (부산)
- 돼지국밥 (부산)
- 어묵 (부산)

### 명소 · 관광
- 안동 (하회마을, 도산서원, 봉정사)
- 경주 (불국사, 석굴암, 국립경주박물관)
- 부산 (국제시장, 해운대)
- 진주 (진주성, 국립진주박물관)

### 방언
동남 방언에는 중세 한국어의 성조가 남아있다. 수개의 소방언권으로 다시 나뉜다.

## 주요 도시
2020년 인구는 대한민국의 25.04%를 차지한다.
1. 부산광역시 (3,486,570명)
2. 대구광역시 (2,424,271명)
3. 울산광역시 (1,167,525명)
4. 창원시 (1,058,483명)
5. 김해시 (530,121명)
6. 포항시 (514,869명)
7. 구미시 (419,611명)
8. 양산시 (349,925명)
9. 진주시 (346,678명)
10. 경주시 (258,156명)
11. 경산시 (257,679명)
12. 거제시 (256,040명)
13. 안동시 (167,250명)
14. 김천시 (143,107명)
15. 통영시 (136,666명)
16. 사천시 (114,407명)
17. 영주시 (109,190명)
18. 밀양시 (108,120명)
19. 상주시 (101,267명)
20. 영천시 (100,255명)

- 2017년 6월 주민등록인구 기준

## 교통
한반도 남동쪽 지역에서 원을 그리고 있는 영남지방 특성상 타지로 뻗어가거나 지역내 교통이 고루 발달되어있다. 순천시, 광주광역시, 대전광역시, 영주시, 동해시 등 다양한 지방으로 여러 교통이 뻗어나간다.

### 고속도로
- 경부고속도로
- 남해고속도로
- 새만금포항고속도로
- 광주대구고속도로
- 서산영덕고속도로
- 통영대전고속도로
- 중부내륙고속도로
- 대구외곽순환고속도로
- 중앙고속도로
- 동해고속도로
  - 부산울산고속도로
  - 울산포항고속도로

### 철도
- 경부고속선(김천구미역~부산역)
- 경부본선(신암역~부산역)
- 중앙선(풍기역~모량역)
- 경전선(하동역~삼랑진역)
- 동해선(영남지방 내 전구간 소재)
- 경북선(영남지방 내 전구간 소재)
- 영동선(영주역~석포역)
- 대구선(영남지방 내 전구간 소재)

### 항공
- 김해국제공항: 부산광역시 강서구 공항진입로 108
- 울산공항: 울산광역시 북구 화봉동 522
- 사천공항: 경남 사천시 사천읍 사천대로 1971
- 대구국제공항: 대구광역시 동구 공항로 221
- 포항경주공항: 경북 포항시 남구 동해면 일월로 18

## 교육

### 국립대학교
- 부산대학교
- 경북대학교
- 경상대학교
- 부경대학교
- 안동대학교
- 창원대학교
- 금오공과대학교
- 한국해양대학교
- 부산교육대학교
- 대구교육대학교
- 진주교육대학교
- 대구경북과학기술원(DGIST)
- 울산과학기술원(UNIST)

## 방송
- KBS 부산방송총국
- KBS 울산방송국
- KBS 창원방송총국
- KBS 진주방송국
- KBS 대구방송총국
- KBS 포항방송국
- KBS 안동방송국
- 부산문화방송
- 울산문화방송
- MBC경남 창원방송
- MBC경남 진주방송
- 대구문화방송
- 포항문화방송
- 안동문화방송
- KNN
- 울산방송
- 대구방송
- 기독교부산방송
- 기독교울산방송
- 기독교경남방송
- 기독교대구방송
- 기독교포항방송
- 부산교통방송
- 울산교통방송
- 경남교통방송
- 대구교통방송
- 경북교통방송
- 부산극동방송
- 울산극동방송
- 창원극동방송
- 대구극동방송
- 포항극동방송
- 부산불교방송
- 울산불교방송
- 대구불교방송
- 부산원음방송
- 대구원음방송
- 부산가톨릭평화방송
- 대구가톨릭평화방송
- 부산영어방송재단
- 부산국악방송
- 대구국악방송
- 경주국악방송
- LG헬로비전 금정방송
- LG헬로비전 중부산방송
- LG헬로비전 중앙방송
- LG헬로비전 해운대기장방송
- LG헬로비전 가야방송
- LG헬로비전 경남방송
- LG헬로비전 마산방송
- LG헬로비전 대구방송
- LG헬로비전 신라방송
- LG헬로비전 영남방송
- SK브로드밴드 낙동방송
- SK브로드밴드 동남방송
- SK브로드밴드 서부산방송
- SK브로드밴드 대구방송
- SK브로드밴드 TCN대구방송
- KT HCN 부산방송
- KT HCN 금호방송
- KT HCN 경북방송
- KT HCN 새로넷방송
- CMB 대구방송
- JCN 울산중앙방송
- 서경방송
- 푸른방송

## 스포츠

### 축구
| 리그명 | 팀명                | 창단년도 | 홈 경기장                                |
| K리그1 | 경남 FC             | 2006년   | 창원축구센터 진주종합경기장(제2홈경기장) |
| K리그1 | 울산 현대           | 1983년   | 울산문수축구경기장                       |
| K리그1 | 포항 스틸러스       | 1973년   | 포항스틸야드                             |
| K리그1 | 대구 FC             | 2002년   | 대구스타디움                             |
| K리그1 | 김천 상무           | 2021년   | 김천종합스포츠타운                       |
| K리그2 | 부산 아이파크       | 1979년   | 구덕운동장                               |
| K3리그 | 부산교통공사        | 2006년   | 구덕운동장                               |
| K3리그 | 경주 한국수력원자력 | 1962년   | 경주시민운동장                           |
| K3리그 | 창원시청            | 2005년   | 창원축구센터                             |
| K3리그 | 김해시청            | 2008년   | 김해운동장                               |
| K3리그 | 경주 시민축구단     | 2008년   | 경주시민운동장                           |
| WK리그 | 부산 상무           | 2007년   | 구덕운동장                               |

### 야구
| 리그명         | 팀명          | 창단년도 | 홈 경기장                                   |
| KBO 리그       | 롯데 자이언츠 | 1975년   | 사직야구장 울산문수야구장(제2홈구장)        |
| KBO 리그       | 삼성 라이온즈 | 1982년   | 대구시민운동장 야구장 포항야구장(제2홈구장) |
| KBO 리그       | NC 다이노스   | 2011년   | 마산종합운동장 야구장                       |
| KBO 퓨처스리그 | 상무 피닉스   | 1990년   | 상무야구장                                  |

### 농구
| 리그명 | 팀명               | 창단년도 | 홈 경기장      |
| KBL    | 부산 KT 소닉붐     | 1997년   | 사직실내체육관 |
| KBL    | 울산 모비스 피버스 | 1986년   | 동천체육관     |
| KBL    | 창원 LG 세이커스   | 1994년   | 창원실내체육관 |

### 배구
| 리그명        | 팀명                   | 창단년도 | 홈 경기장    |
| V-리그 남자부 | 구미 KB손해보험 스타즈 | 1976년   | 박정희체육관 |

## 같이 보기
- 한국의 지방 구분